# サミュエル・ゴンパーズ級駆逐艦母艦
サミュエル・ゴンパーズ級駆逐艦母艦（サミュエル・ゴンパーズきゅうくちくかんぼかん、英語: Samuel Gompers-class destroyer tenders）は、アメリカ海軍の駆逐艦母艦（AD）の艦級。第二次世界大戦後に設計された初めてのアメリカ海軍駆逐艦母艦であり、1960年代後半に2隻が就役し、1990年代中旬に退役した。次級であるイエローストーン級駆逐艦母艦を同型艦と扱うこともある。

## 概要
主な任務は駆逐艦への補給や整備、乗員の休養などで、同時に6隻の駆逐艦を接舷させて支援ができる。艦種は駆逐艦母艦だが、本艦は原子力ミサイル巡洋艦やフリゲートの支援も可能となっており、原子炉のメンテナンス能力も有している。
船体設計はサイモン・レイク級潜水母艦のものを流用しており、合理化を図っている。
兵装としては40mm単装機関砲2基と20mm単装機関砲4基を装備し、さらに40mm礼砲が2基あった。1番艦は艦尾にヘリコプター甲板のみ装備して固有の搭載機を持たないが、2番艦は格納庫を持ちヘリコプター1機を搭載している。

## 同型艦
| #     | 艦名                                      | 建造所                             | 起工           | 進水           | 就役           | 退役            | 備考 |
| ----- | ----------------------------------------- | ---------------------------------- | -------------- | -------------- | -------------- | --------------- | ---- |
| AD-37 | サミュエル・ゴンパーズ USS Samuel Gompers | ピュージェット・サウンド海軍造船所 | 1964年 7月9日  | 1966年 5月14日 | 1967年 7月1日  | 1995年 10月27日 |      |
| AD-38 | ピュージェット・サウンド USS Puget Sound  | ピュージェット・サウンド海軍造船所 | 1965年 2月15日 | 1966年 9月16日 | 1968年 4月27日 | 1996年 1月27日  |      |